# Орехово (Воронежская область)
Орехово — хутор в Каменском районе Воронежской области России.
Входит в состав Карпенковского сельского поселения

## География

### Улицы
- ул. Степная.